# Babe (single)
"Babe" is een nummer van de Amerikaanse band Styx. Het nummer verscheen op hun album Cornerstone uit 1979. In september van dat jaar werd het uitgebracht als de eerste single van het album.

## Achtergrond
"Babe" is geschreven door zanger Dennis DeYoung en geproduceerd door DeYoung, drummer John Panozzo en basgitarist Chuck Panozzo. DeYoung schreef het als een verjaardagscadeau voor zijn vrouw. De eerste versie van het nummer was een demo waar enkel DeYoung en de broers Panozzo op te horen zijn. Het nummer was oorspronkelijk niet bedoeld als Styx-nummer, maar gitaristen James Young en Tommy Shaw overtuigden DeYoung ervan om het toch op Cornerstone te zetten. Op het album is de demoversie vrijwel intact gebleven; er werd enkel een gitaarsolo door Shaw in het middenstuk toegevoegd.
"Babe" werd de grootste hit van Styx. Het was hun enige nummer 1-hit in de Amerikaanse Billboard Hot 100. Ook was het hun enige top 10-hit in het Verenigd Koninkrijk, met een zesde plaats als hoogste notering. In Canada en Zuid-Afrika werd het eveneens een nummer 1-hit, en in Australië, Ierland en Nieuw-Zeeland werd de top 10 bereikt. In Nederland piekte de single op de negende plaats in de Top 40 en de elfde plaats in de Nationale Hitparade, terwijl in Vlaanderen de achttiende plaats in de voorloper van de Ultratop 50 werd gehaald. In 1997 bereikte een cover van de Nederlands-Britse boyband Caught in the Act de 95e plaats in de Nederlandse Mega Top 100.

## Hitnoteringen

### Nederlandse Top 40
| Hitnotering: 19-01-1980 t/m 08-03-1980 | Hitnotering: 19-01-1980 t/m 08-03-1980 | Hitnotering: 19-01-1980 t/m 08-03-1980 | Hitnotering: 19-01-1980 t/m 08-03-1980 | Hitnotering: 19-01-1980 t/m 08-03-1980 | Hitnotering: 19-01-1980 t/m 08-03-1980 | Hitnotering: 19-01-1980 t/m 08-03-1980 | Hitnotering: 19-01-1980 t/m 08-03-1980 | Hitnotering: 19-01-1980 t/m 08-03-1980 | Hitnotering: 19-01-1980 t/m 08-03-1980 |
| Week                                   | 1                                      | 2                                      | 3                                      | 4                                      | 5                                      | 6                                      | 7                                      | 8                                      |                                        |
| -------------------------------------- | -------------------------------------- | -------------------------------------- | -------------------------------------- | -------------------------------------- | -------------------------------------- | -------------------------------------- | -------------------------------------- | -------------------------------------- | -------------------------------------- |
| Positie                                | 28                                     | 17                                     | 11                                     | 11                                     | 9                                      | 9                                      | 15                                     | 24                                     | uit                                    |

### Nationale Hitparade
| Hitnotering: 26-01-1980 t/m 22-03-1980 | Hitnotering: 26-01-1980 t/m 22-03-1980 | Hitnotering: 26-01-1980 t/m 22-03-1980 | Hitnotering: 26-01-1980 t/m 22-03-1980 | Hitnotering: 26-01-1980 t/m 22-03-1980 | Hitnotering: 26-01-1980 t/m 22-03-1980 | Hitnotering: 26-01-1980 t/m 22-03-1980 | Hitnotering: 26-01-1980 t/m 22-03-1980 | Hitnotering: 26-01-1980 t/m 22-03-1980 | Hitnotering: 26-01-1980 t/m 22-03-1980 | Hitnotering: 26-01-1980 t/m 22-03-1980 |
| Week                                   | 1                                      | 2                                      | 3                                      | 4                                      | 5                                      | 6                                      | 7                                      | 8                                      | 9                                      |                                        |
| -------------------------------------- | -------------------------------------- | -------------------------------------- | -------------------------------------- | -------------------------------------- | -------------------------------------- | -------------------------------------- | -------------------------------------- | -------------------------------------- | -------------------------------------- | -------------------------------------- |
| Positie                                | 26                                     | 15                                     | 17                                     | 11                                     | 11                                     | 14                                     | 19                                     | 31                                     | 45                                     | uit                                    |

### NPO Radio 2 Top 2000
| Nummer met noteringen in de NPO Radio 2 Top 2000 | '00 | '01 | '02 | '03 | '04 | '05 | '06 | '07  | '08 | '09  | '10  | '11  | '12  | '13  | '14  |
| ------------------------------------------------ | --- | --- | --- | --- | --- | --- | --- | ---- | --- | ---- | ---- | ---- | ---- | ---- | ---- |
| Babe                                             | 691 | 659 | 698 | 609 | 866 | 968 | 983 | 1140 | 900 | 1454 | 1396 | 1457 | 1211 | 1714 | 1776 |

1. ↑  Een vetgedrukt getal geeft de hoogste notering aan.
2. ↑  2000 was het eerste jaar met een notering voor dit nummer.
3. ↑  Deze tabel is bijgewerkt tot en met de laatste editie (2024).